# NGC 2772
NGC 2772 је спирална галаксија у сазвежђу Компас која се налази на NGC листи објеката дубоког неба.
Деклинација објекта је - 23° 37' 10" а ректасцензија 9h 7m 41,8s. Привидна величина (магнитуда) објекта NGC 2772 износи 13,4 а фотографска магнитуда 14,2. Налази се на удаљености од 62,845 милиона парсека од Сунца. NGC 2772 је још познат и под ознакама ESO 497-14, MCG -4-22-2, AM 0905-232, IRAS 09054-2325, PGC 25654.